# Olga Speranskaya
Olga Speranskaya (en russe : Ольга Сперанская) est une physicienne et activiste environnementale russe.

## Biographie

### Formation
Olga Speranskaya est titulaire d'une maîtrise en géophysique de l'université d'État de Moscou et d'un doctorat en physique de l'environnement de l'Académie des sciences de Russie.

### Carrière

#### Début de l'activisme
Speranskaya débute son activisme environnemental dans les années 1990 lorsqu'elle est primée par le Financial Times qui publie son essai “What Will the Collapse of Communism Do to the Environment?” (trad. Quelles conséquences la chute du communisme va-t-elle avoir sur l'environnement ?) soulignant les problèmes environnementaux toxiques dus à l'effondrement de l'Union soviétique. 
Le propos est le suivant : lorsque l’Union soviétique est dissoute en 1991, des milliers de tonnes de produits chimiques et de pesticides obsolètes, comme le DDT, qui avaient été interdits en Occident, sont abandonnés, dispersés dans toute l’Europe de l’Est, le Caucase et l’Asie centrale,. Un stockage inadéquat et leur abandon ultérieur font que ces déchets s'infiltrent dans les eaux souterraines et finissent en conséquent par être consommés par les humains et les animaux, entraînant des malformations congénitales et des problèmes de santé.

#### Activité à Eco-Accord
Elle affirme que le problème avait pris une telle ampleur que les autorités ont besoin d’un effort important pour nettoyer ces sites. Speranskaya exerce des pressions sur Moscou pendant des années grâce à son travail au Centre Eco-Accord, un organisme indépendant de surveillance environnementale, exigeant qu'ils sécurisent les stocks de produits chimiques et nettoient l'énorme gâchis laissé par les Soviétiques. Depuis 1997, Olga Speranskaya est directrice du programme de sécurité chimique au Centre Eco-Accord pour l'environnement et le développement durable à Moscou. Elle sensibilise également de nombreuses personnes aux dangers que représentent les produits chimiques et réunit des dizaines d’ONG et de groupes d’activistes pour former un réseau de défense. Elle déclare : « Les habitants d’une ville ou d’un village ne comprenaient pas le lien entre les malformations congénitales ou les problèmes de santé et la décharge de produits chimiques située juste à côté. Il n’y avait aucune information disponible. Nous avons commencé à diffuser l’information, car nous avons compris qu’il fallait créer un pont d’information vers la population. Le principal résultat a été que les gens ont commencé à… exiger des mesures ».
Ses activités ont une influence sur la ratification de la Convention de Stockholm sur les polluants organiques persistants en mai 2001 par au moins 128 pays et une majorité d'anciens États soviétiques. Elle est signée par le président de l'époque, Vladimir Poutine, mais la Fédération de Russie ne l'a pas encore ratifiée. Grâce à la pression exercée par les ONG qu'elle a réunies, neuf des douze pays de la région participent aux réunions mondiales de la Convention. 

#### Le Réseau international pour l'élimination des POP
De 2010 à 2018, Speranskaya est coprésidente du Réseau international pour l’élimination des POP (Produits Organiques Persistants),. Elle mène de nombreuses campagnes contre l’utilisation de polluants organiques, se bat pour interdire l’enfouissement et le transport de produits chimiques dangereux et fournit des informations aux décideurs gouvernementaux pour des changements de politique dans de nombreux pays différents. 
En 2015, elle participe à une conférence internationale du Programme des Nations Unies pour l’environnement sur la gestion des produits chimiques, qui réunit plus de 800 délégués de l’industrie, de la société civile et des ministres. La conférence aboutit à un accord visant à adopter des mesures de réduction des risques pour gérer l’exposition des personnes et de l’environnement aux produits chimiques toxiques.

## Prix et récompenses
- 1992 : David Thomas Prize du Financial Times pour son essai “What Will the Collapse of Communism Do to the Environment?” (trad. Quelles conséquences la chute du communisme va-t-elle avoir sur l'environnement ?)[1]
- 2009 : Prix Goldman pour l'environnement[9]
- 2011 : Championne de la Terre du Programme des Nations Unies pour l'environnement[10],[11]